# マヨなか笑人
『マヨなか笑人』（マヨなかしょうにん）は、2015年5月8日から2019年9月28日まで読売テレビで放送されていたバラエティ番組。ブラックマヨネーズの冠番組である。

## 概要
「面白い芸人は劇場にいる!」をテーマにブラックマヨネーズの二人が、よしもと漫才劇場にゲストを招き公開収録している。

## 出演

### レギュラー出演者
MC
- ブラックマヨネーズ（小杉竜一・吉田敬）

アシスタント
- 宮田聡子

### 過去の出演者
検索の女
- 愛実（2015年5月8日 - 2018年7月28日[3]）

## ネット局
| 放送対象地域 | 放送局            | 放送日時                     | 放送開始日   | 放送終了日    |
| ------------ | ----------------- | ---------------------------- | ------------ | ------------- |
| 近畿広域圏   | 読売テレビ（ytv） | 土曜 0:30 - 1:28（金曜深夜） | 2015年5月8日 | 2019年9月28日 |

## スタッフ
- ディレクター：安部祐真（ytv）、前等・坂上諒・岩田充弘（全員よしもとBE）
- 構成：和田義浩、友光哲也、西田哲也、服部裕也
- 舞台監督：清水直人
- TD/SW：坂口裕一・藤井義行・井ノ口鉱三・野平浩二（ytv）
- CAM：加藤友規（関西東通）、宮川竜之介（ytv）、大橋優、野口忠繁（ytv）
- LD：窪田和弘、奥嶋俊介
- VE：米田忠義・池見憲一・田口護（ytv）、鈴木淳之、安部展弘
- 音声：本城宣彰、梶巻久仁彦
- EED：佐藤友彦、明石健二
- テロップ：上村萌華、永元菜津美、井上ちひろ、島田貴絵
- 音効：副島圭祐
- MA：古庄陽、寺本卓矢
- 美術：山本真平（ytv）
- 美術進行：長瀬靖
- イラスト：仲里カズヒロ
- オープニングムービー：コジケン
- 協力：よしもとブロードエンタテインメント、ytv Nextry、アーチェリープロダクション、教映社、高津商会、マウス、スタジオ・アール・ドットコム、つむら工芸、丸善、デンコー、アサヒ精版印刷、東京衣裳、ステージプランニング、アイディアリミックスクラブ、セブンキューブ
- AP：百田咲子（よしもとBE）
- プロデューサー：遠山正悠（ytv、2019年6月7日-、以前はディレクター、回によってディレクター兼務あり）、小林めい（よしもとCA）、木村友厚（よしもとBE）
- チーフプロデューサー：新宅淳（ytv、2019年6月7日-）

- 制作協力：吉本興業
- 制作著作：読売テレビ

### 過去のスタッフ
- ディレクター：門上由佳・植村勇太（ytv）、東上床直樹・久世恵太（よしもとBE）
- 音効：鏑木太郎
- 美術：野沢桃子（ytv）
- 美術進行：中村裕
- 舞台監督：木原愛理
- プロデューサー・演出：山口将人（ytv）
- チーフプロデューサー：吉川秀和（ytv）